# Одесская государственная академия строительства и архитектуры
Одесская государственная академия строительства и архитектуры (укр. Одеська державна академія будівництва та архітектури) — один из ведущих технических вузов Украины. Занимает 39-е место (из 200) в рейтинге высших учебных заведений и 1-е место в рейтинге строительных и транспортных высших учебных заведений Украины.

## Общие сведения
Академия ведёт подготовку высококвалифицированных инженерных и научных кадров для отрасли строительства в 4-х институтах и на 4-х факультетах.
На 43 кафедрах работают более 500 преподавателей, среди которых 83 профессора и доктора наук; 255 доцентов и кандидатов наук. Академия является полноправным членом Международной и Европейской ассоциаций университетов.
За годы существования вуз подготовил свыше 44860 инженеров-строителей и архитекторов и 1190 иностранцев, которые успешно работают во многих регионах СНГ, разных зарубежных странах. Выпускников нашей академии можно встретить сейчас повсюду, где строятся тепловые и гидроэлектростанции, морские и речные порты, каналы, где строятся и эксплуатируются объекты водоснабжения, вентиляции и канализации, где производятся современные строительные конструкции, в исследовательских организациях и строительных трестах; они являются научными руководителями учебных, научных и хозяйственных предприятий. Творческое содержание труда строителей можно сравнить с деятельностью художников, скульпторов, поэтов и музыкантов, что вызывает гордое чувство личной гражданской значимости и приносит глубокое удовлетворение в течение всей жизни.[стиль]

## Названия

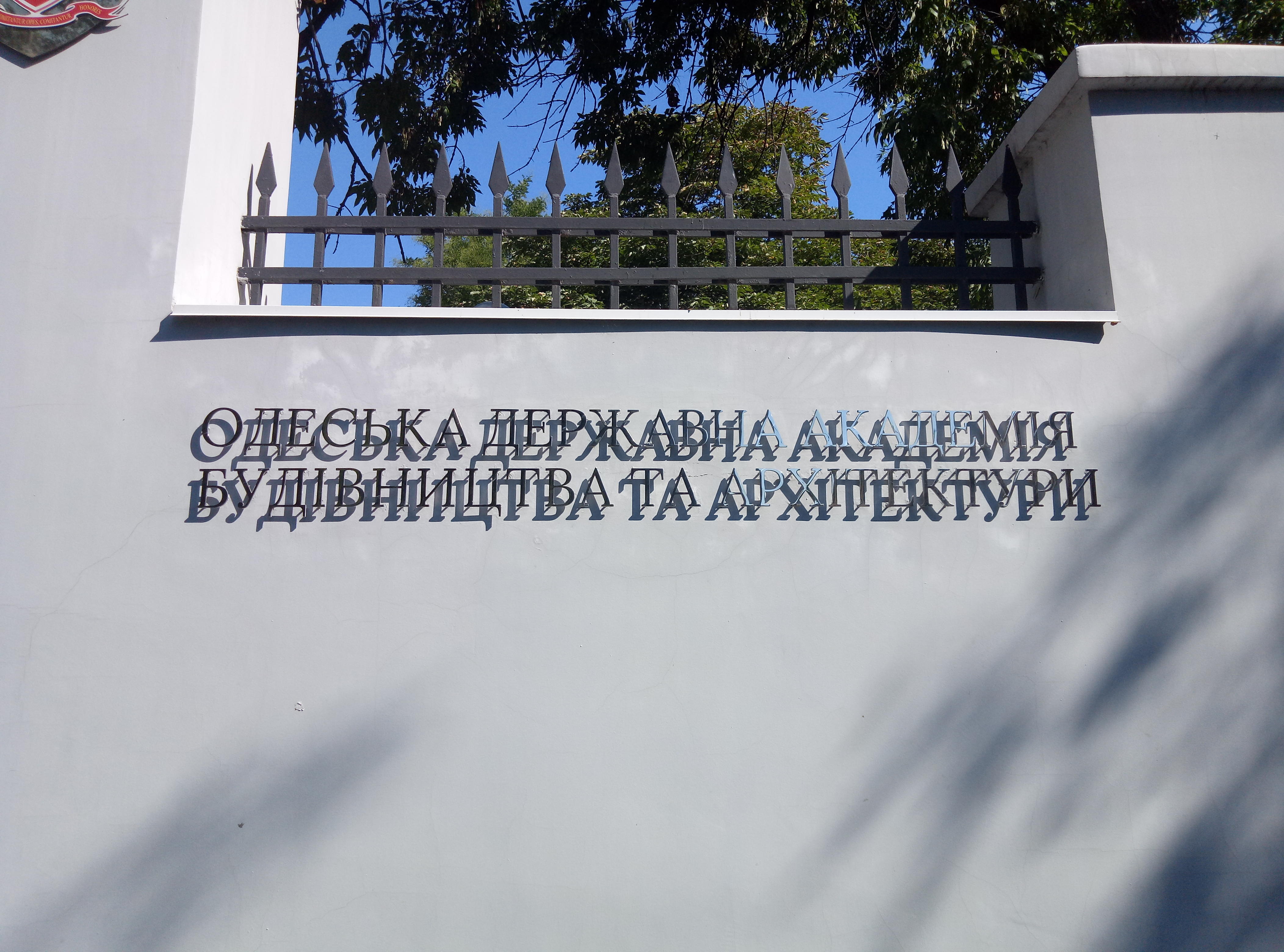
Надпись у главного входа

- c 1930 года — Одесский инженерно-строительный институт (ОИСИ)
- с 1951 года — Одесский гидротехнический институт (ОГТИ)
- с 1957 года — вновь Одесский инженерно-строительный институт (ОИСИ)
- c 1994 года — Одесская государственная академия строительства и архитектуры (ОГАСА)

## История
Академия начинает свою историю с 1930 года как Одесский инженерно-строительный институт.
Развитие промышленности на юге Украины в начале XX столетия обусловило необходимость в высшем техническом образовании, а именно в инженерах-строителях. Таким образом, в сентябре 1918 года Городская Дума приняла решение о создании в Одессе Политехнического института. Сначала он состоял из трех факультетов, одним из которых был инженерно-строительный факультет, в состав которого в свою очередь входили инженерно-гидротехническое и инженерно-строительное отделения.
Постановлением ЦИК и СНК СССР от 23 июля 1930 года был создан Одесский инженерно-строительный институт (ОИСИ).
В его состав входили такие факультеты:
- архитектурный (с отделениями архитектурным и планировочным);
- промышленного и гражданского строительства (с отделениями конструирования и выполнения работ);
- санитарно-технический (с отделениями водоснабжения и канализации, отопления и вентиляции);
- факультет городских путей соединения (пути и мосты).

Такая структура существовала до Великой Отечественной войны. В послевоенные годы остро стала задача дальнейшей электрификации страны. Правительство планировало за 4-ю и 5-ю пятилетку в 2-3 раза увеличить мощность тепловых и гидроэлектростанций, ввести в эксплуатацию большинство значительных энергетических объектов. Для обеспечения строительства кадрами были реорганизованы многие строительные вузы страны.
В соответствии с Постановлением Совета Министров СССР от 1 марта 1951 года и согласно приказу Министра высшего и среднего образования СССР от 6 апреля 1951 года Одесский инженерно-строительный институт был переименован в Гидротехнический (ОГТИ).
Вместо бывших факультетов было образовано три новых:
- речного гидротехнического строительства (РГС);
- морского гидротехнического строительства (МГС);
- промышленного и гражданского строительства (ПГС).

Учебный процесс обеспечивался 25 кафедрами и 88-ми преподавателями. В 50-е годы ОГТИ стал одним из крупнейших учебных заведений страны. Среднегодовое количество студентов составляло 3733 студента. Такое увеличение студенческого контингента вызвало много проблем. Материально-техническая база института не удовлетворяла потребностям вуза, возникала острая необходимость строительства учебно-лабораторных корпусов, библиотеки, залов черчения и общежитий. Поэтому был построен учебно-лабораторный корпус, который со временем и стал главным корпусом института.
Накопленный большой опыт учебно-методической и научно-исследовательской работы, необходимая обеспеченность преподавательскими кадрами позволили расширить профиль института. Таким образом, Министерство высшего и среднего специального образования СССР приказом от 22 апреля 1957 года реорганизовало Одесский гидротехнический институт в Инженерно-строительный с факультетами:
- строительным;
- гидротехническим;
- санитарно-техническим

и тремя отделениями — дневным, вечерним и заочным.
В 1966 году, в связи с потребностями государства профиль института был расширен, были созданы новые факультеты:
- строительно-технологический;
- архитектурный;
- факультет конструирования в промышленном и гражданском строительстве.

Уже в 1970 году в институте было 10 факультетов, два из которых находились в г. Новая Каховка и Николаев; 38 кафедр, где работали 484 преподавателя, в том числе 188 кандидатов и докторов наук, доцентов и профессоров. В 70-х годах контингент студентов в институте достиг рекордного числа — 10 тысяч человек.
Также в 1971 году закончено строительство многоэтажного учебно-лабораторного корпуса Архитектурного факультета, общежития № 2, здания вычислительного центра и дипломантского зала. В институте действовало 40 лабораторий, были созданы лаборатория дидактического материала, учебный телецентр, видеомагнитофонный зал. В эти годы по обеспечению техническими средствами обучения Одесский строительный институт занимал одно из первых мест в стране.
В 1981 году впервые на Украине начата подготовка специалистов для нужд атомной энергетики.
Политическая и экономическая ситуация в стране в начале 90-тех годов, становление Украины, как независимого государства, переход к рыночным отношениям диктовали необходимость изменения как структуры подготовки специалистов, так и программы обучения. Согласно приказу Министерства образования коллектив ОИСИ прошел лицензирование и аккредитацию, вследствие чего институт получил высший IV уровень аккредитации, что подтвердил в 2003 г..
25 января 1994 года комиссия Министерства образования и науки Украины утвердила новый статус института — Академия. Постановлением Совета Кабинета Министров Украины от 20 апреля 1994 года и Приказа Министерства образования Украины от 18 мая 1994 года на базе ОИСИ создана Одесская государственная академия строительства и архитектуры (ОГАСА). Высокий уровень подготовки специалистов позволил академии стать с 1992 года членом Европейской ассоциации Университетов, а с 1996 года — членом Международной ассоциации Университетов.
Это обеспечило автономность вуза, право самостоятельно открывать новые специальности и научные направления, определять квоту набора студентов, заключать контракты, распоряжаться бюджетом, решать кадровые вопросы и т. п. Было произведено комплексное обновление научно-лабораторного оборудования, созданы компьютерные и мультимедийные аудитории.
За все годы в Академии подготовлено свыше 50 тысяч специалистов, из них более чем 2000 — это граждане разных стран Азии, Африки, Европы и Латинской Америки. Многие из выпускников Академии стали выдающимися организаторами строительного производства, руководителями строительства больших гидротехнических, промышленных сооружений и объектов аэрокосмического назначения. Некоторые из них стали выдающимися государственными деятелями в странах СНГ.

## Структура
В состав Академии входят следующие учебные структурные подразделения:

### Институты
- Архитектурно-художественный институт;
- Инженерно-строительный институт;
- Строительно-технологический институт;
- Институт инженерно-экологических систем;

### Факультеты
- Факультет гидротехнического и транспортного строительства;
- Факультет экономики и управления в строительстве;
- Центр подготовки специалистов для иностранных стран;

### Также
- Центр подготовки специалистов для иностранных стран;
- Центр доакадемической подготовки;
- Центр последипломного образования
- Научно-исследовательский институт «Архитектурных исследований и проектирования»;
- Проектно-технологический институт;
- Научно-исследовательский институт геотехники им. В. Н. Голубкова
- Научно-исследовательский институт «НИИГаз»;
- Научно-исследовательский институт «Материаловедения»;
- два Специализированных Ученых совета по защите докторских и кандидатских диссертаций.

## Направления подготовки
- Направление подготовки «Архитектура» — «Архитектура зданий и сооружений», «Дизайн архитектурной среды», «Градостроительство».
- Направление подготовки «Искусство» — «Изобразительное и декоративно-прикладное искусство» .
- Направление подготовки «Строительство» — «Промышленное и гражданское строительство», «Гидротехническое строительство», «Технология строительных конструкций изделий и материалов», «Городское строительство и хозяйство», «Автомобильные дороги и аэродромы», «Мосты и транспортные туннели», «Теплогазоснабжение и вентиляция», «Водоотведение и водоснабжение».
- Направление подготовки «Водные ресурсы» — «Гидромелиорация», «Рациональное использование и охрана водных ресурсов».
- Направление подготовки «Экономика и предпринимательство» — «Экономика предприятия», «Маркетинг».
- Направление подготовки «Менеджмент» — «Менеджмент организаций».
- Направление подготовки «Геодезия, картография и землеустройство» — «Землеустройство и кадастр».
- Направление подготовки «Специфические категории» — «Управление проектами»